# Длинная телеграмма
«Дли́нная телегра́мма» — устоявшееся название телеграммы № 511 посольства США в Москве, отправленной Джорджем Ф. Кеннаном в Вашингтон 22 февраля 1946 года, в которой он обрисовал невозможность сотрудничества с СССР. Результаты анализа американским правительством и общественностью этой телеграммы и последовавшей статьи «Х», также написанной Кеннаном, привели к тому, что взгляды Кеннана стали определяющим фактором подхода США к отношениям с Советским Союзом и
Холодной войны; сам Кеннан стал известен как «архитектор Холодной войны».

## История
Зимой 1945/1946 года казначейство США запросило у американского посольства в Москве объяснение причин, по которым СССР не поддерживает только что созданные Всемирный банк и Международный валютный фонд. Кеннан, который должен был ответить на вопрос, понял, что он не в состоянии ответить кратко, и послал телеграмму в 8 тысяч слов, в которой дал анализ возможностей и перспектив в отношениях США и Советского Союза.

## Содержание телеграммы
В телеграмме Кеннан:
- заявил, что советское руководство, в отличие от гитлеровской Германии, демонстрирует гибкость, прагматичность, уважает только силу и всегда отступает перед более сильным оппонентом;
- высказал мнение, что советское руководство воспринимает Запад как главного врага и всемерно пытается посеять недоверие между западными странами, а внутри них — между партиями, социальными группами и др.;
- спрогнозировал кризис при смене власти (смерти Сталина) и кризис, вызванный изменением имиджа Коммунистической партии;
- предупредил об органическом экспансионизме советского руководства, в частности, о его интересе к странам, освободившимся (или освобождающимся) от колониальной зависимости;
- предложил в качестве ответа мирное «сдерживание» объективно более слабого СССР (путем демонстрации решимости применить силу) и противодействие любым попыткам Советского Союза выйти за пределы существующей сферы влияния;
- предложил противопоставлять негативным и разрушительным идеям пропаганды СССР конструктивные;
- призвал решить проблемы американского общества и Запада в целом, с тем, чтобы СССР не смог воспользоваться ими для дестабилизации США и Западной Европы.

## Эффект телеграммы
Хотя телеграмма и была предназначена для узкого круга руководителей американской внешней политики, она произвела большой эффект и была быстро распространена среди тысяч чиновников, которые определяли внешнюю политику США. Так, по распоряжению Джеймса Форрестола, копии телеграммы были направлены членам кабинета министров и высшим военачальникам, а госдепартамент США разослал текст во все посольства США
После опубликования ряда статей в прессе взгляды Кеннана на Советский Союз быстро стали общепринятыми среди американских элит. Близкие процессы происходили и в широком обществе: ещё в марте 1945 года 55 % американцев, по опросам общественного мнения, доверяли СССР; к марту 1946 года таких было лишь 33 %.
Телеграмма и последовавшая статья привели к тому, что Кеннан считается главным автором доктрин, положенных в основу послевоенной политики Запада в отношении СССР. Генри Киссинджер сказал: «Среди дипломатов в нашей истории Кеннан подошёл ближе других к авторству доктрины эпохи, в которую жил».